# Margherita Panziera
Margherita Panziera (ur. 12 sierpnia 1995 w Montebellunie) – włoska pływaczka specjalizująca się w stylu grzbietowym, mistrzyni Europy i brązowa medalistka mistrzostw świata na krótkim basenie.

## Kariera
W 2015 roku na mistrzostwach świata w Kazaniu w konkurencji 200 m stylem grzbietowym zajęła 10. miejsce, uzyskawszy czas 2:09,54 min. Na dystansie dwukrotnie krótszym uplasowała się na 37. pozycji (1:02,17 min).
Rok później, podczas igrzysk olimpijskich w Rio de Janeiro na 200 m stylem grzbietowym zajęła 17. miejsce z czasem 2:10,92 min.
W lipcu 2017 roku na mistrzostwach świata w Budapeszcie na dystansie 200 m stylem grzbietowym była czternasta (2:10,95 min). W eliminacjach 100 m stylem grzbietowym uzyskała czas 1:01,03 min i zajęła 20. miejsce, nie kwalifikując się do półfinałów.
W grudniu tego samego roku podczas Mistrzostw Europy na krótkim basenie w Kopenhadze zdobyła brązowy medal na dystansie 200 m stylem grzbietowym i czasem 2:02,43 min ustanowiła nowy rekord Włoch.
W sierpniu 2018 roku na mistrzostwach Europy w Glasgow zwyciężyła w konkurencji 200 m stylem grzbietowym, uzyskawszy czas 2:06,18 min. Panziera poprawiła jednocześnie rekordy mistrzostw i swojego kraju. Na dystansie dwukrotnie krótszym zajęła piąte miejsce (59,71 s).